# Silikatmineral
Silikatmineral utgör den största och viktigaste gruppen av bergartsbildande mineral. Silikatmineralen är naturliga silikater som huvudsakligen består av SiO4-tetraedrar ensamma eller förenade med varandra på olika sätt (par, kedjor, band ringar, skikt eller 3D-nätverk). Någon metall behövs för laddningsutjämning som ofta är natrium, kalium, kalcium, järn eller magnesium. Aluminium kan ibland ingå som centralatom i tetraedern i stället för kisel. Kvoten antal syreatomer per centralatom är 2 för tektosilikater, 2,5 i fyllosilikat, 2,75 i inosilikat med dubbla kedjor (band), 3 i cyklosilikat och i inosilikat med enkelkedjor, 3,5 i sorosilikat samt 4 för nesosilikat.
De omkring 500 silikatmineralen klassificeras efter strukturen på deras silikatanjongrupp.

## Nesosilikater
(av grek. neso = ö) kvot O/Si≥4
- Fenakitgruppen
  - Fenakit
  - Willemit
- Olivingruppen
  - Forsterit
  - Fayalit
- Granatgruppen
  - Pyrop
  - Almandin
  - Spessartin
  - Grossular
  - Andradit
  - Uvarovit
  - Hydrogrossular
- Zirkongruppen
  - Zirkon
  - Torit
- Al2SiO5-gruppen (den femte syreatomen koordineras inte av kisel)
  - Andalusit
  - Kyanit
  - Sillimanit
  - Dumortierit
  - Topas
  - Staurolit
- Humitgruppen
  - Norbergit
  - Chondrodit
  - Humit
  - Klinohumit
- Datolit
- Titanit
- Kloritoid

## Sorosilikater
(av grek. soros = grupp) kvot O/Si=3,5
- Hemimorfit (Kalamin)
- Lawsonit
- Ilvait
- Epidotgruppen
  - Zoisit
  - Klinozoisit
  - Epidot
  - Allanit
- Vesuvianit (Idiokras)

## Cyklosilikater
(av grek. cyklos = cirkel) kvot O/Si=3
- Axinit
- Beryll
- Kordierit
- Turmalin

## Inosilikater
(av grek. ino = muskel, tråd, sträng)

### Enkelkedjor
- Pyroxengruppen
  - Enstatit–ortoferrosilit-serien
    - Enstatit
    - Bronzit
    - Hypersten
    - Klinohypersten

  - Pigeonit
  - Diopsid-hedenbergit-serien
    - Diopsid
    - Hedenbergit
    - Johannesenit
    - Augit

  - Natrium-pyroxen-serien
    - Jadeit
    - Amfacit
    - Akmit (Ägirin)

  - Spodumen
- Pyroxenoigruppen
  - Wollastonit
  - Podonit
  - Pectolit

### Dubbelkedjor
- Amfibolgruppen
  - Antofyllit
  - Cummingtonit-serien
    - Cummingtonit
    - Grünerit

  - Tremolit-serien
    - Tremolit
    - Aktinolit

  - Hornblände
  - Natriumamfibolgruppen
    - Glaukofan
    - Riebecktit
      - Krokidolit - asbest

    - Arfvedstonit

## Phyllosilikater
(av grek. phyllos = blad, löv) kvot O/(Si+Al)=2,5
- Serpentingruppen
  - Antigorit
  - Krysotilit
- Lermineralgruppen
  - Kaolinit
  - Smektit
    - Montmorillonit

  - Illit
- Talk
- Pyrofyllit
- Glimmer
  - Muskovit
  - Flogopit
  - Biotit
  - Lepidolit
  - Margarit
- Kloritgruppen
- Apfyllit
- Prehnit

## Tektosilikater
(av grek. tekto = timmerman, byggare) kvot O/(Si+Al)=2
- Kvartsgruppen
  - Kvarts
  - Tridymit
  - Kristobalit
  - Opal
- Fältspatgruppen
  - Kaliumgruppen
    - Mikroklin
    - Ortoklas
    - Sanidin

  - Plagioklasgruppen
    - Albit
    - Oligoklas
    - Andesin (andesit)
    - Labradorit
    - Bytownit
    - Anortit
- Fältspatoidgruppen
  - Leucit
  - Nefelin
  - Sodalit
  - Lazurit
- Petalit
- Skapolitgruppen
  - Marialit
  - Meionit
- Analcim
- Zeolitgruppen
  - Natrolit
  - Chabasit
  - Heulandit
  - Stilbit

### Fotnoter
1. ↑  Gunnar Hägg 1963, Allmän och oorganisk kemi, Almqvist & Wiksell, kapitel 23-3h sidor 568–575